# 指事
指事（しじ）とは、漢字の造字法を表す六書（りくしょ）の一つ。指事によって作られた字を指事文字（しじもじ）という。指示文字、指字文字の表記は誤り。筆画の位置関係により抽象的概念を表すものを言う。
例えば、「上」と「下」は、横棒の上に点があることで「うえ」を、下は横棒よりも点が下にあることで「した」を表している。また、「未」は木の下の方を意味し、「末」は木の上の方を意味している。「本」は木の根本にあるものである。